# Tyr (album)
A Tyr az angol Black Sabbath 1990-ben megjelent stúdióalbuma. A lemez egy konceptalbum az északi mitológiáról. Itt debütált Neil Murray basszusgitáros. Tony Iommi itt is felkérte Geoff Nichols billentyűst az együttműködésre. A lemez lesújtó kritikákat kapott. A Tyr turnén rögzítették a később megjelenő Cross Purposes anyagát.

## Számlista

### A oldal
| #  | Cím                     | Dalszöveg   | Zene          | Hossz |
| -- | ----------------------- | ----------- | ------------- | ----- |
| 1. | Anno Mundi (The Vision) | Tony Martin | Black Sabbath | 6:12  |
| 2. | The Law Maker           | Martin      | Black Sabbath | 3:47  |
| 3. | Jerusalem               | Martin      | Black Sabbath | 3:53  |
| 4. | The Sabbath Stones      | Martin      | Black Sabbath | 6:35  |

### B oldal
| #  | Cím               | Dalszöveg      | Zene          | Hossz |
| -- | ----------------- | -------------- | ------------- | ----- |
| 5. | The Battle of Tyr | (instrumental) | Black Sabbath | 1:08  |
| 6. | Odin's Court      | Martin         | Black Sabbath | 2:21  |
| 7. | Valhalla          | Martin         | Black Sabbath | 4:53  |
| 8. | Feels Good to Me  | Martin         | Black Sabbath | 5:36  |
| 9. | Heaven in Black   | Martin         | Black Sabbath | 3:57  |

## Közreműködők
- Tony Martin – ének
- Tony Iommi – gitár
- Geoff Nicholls – billentyűs hangszerek
- Neil Murray – basszusgitár
- Cozy Powell – dob

## Fordítás
Ez a szócikk részben vagy egészben  a   Tyr (album) című angol Wikipédia-szócikk fordításán alapul.  Az eredeti cikk szerkesztőit annak laptörténete sorolja fel. Ez a jelzés csupán a megfogalmazás eredetét és a szerzői jogokat jelzi, nem szolgál a cikkben szereplő információk forrásmegjelöléseként.